# زیردریایی یو-۵۲۷
زیردریایی یو-۵۲۷ (به انگلیسی: German submarine U-527) یک زیردریایی بود که طول آن ۷۶٫۷۶ متر (۲۵۱ فوت ۱۰ اینچ) و ارتفاع آن ۹٫۶ متر (۳۱ فوت ۶ اینچ) بود. این زیردریایی در سال ۱۹۴۲ ساخته شد.